# Yacuiba (gemeente)
Yacuiba is een gemeente (municipio) in de Boliviaanse provincie Gran Chaco in het departement Tarija. De gemeente telt naar schatting 102.124 inwoners (2018). De hoofdplaats is Yacuíba.

## Indeling
De gemeente telt de volgende kantons:
- Aguayrenda
- Caiza
- Yacuíba